# Innovación financiera
La innovación financiera es el acto de crear nuevos instrumentos financieros, así como nuevas tecnologías, instituciones y mercados financieros. Entre las innovaciones financieras más recientes figuran los fondos de cobertura, el capital riesgo, los derivados meteorológicos, los productos estructurados minoristas, los fondos cotizados en bolsa, las oficinas multifamiliares y los bonos islámicos (Sukuk). El sistema bancario en la sombra ha dado lugar a toda una serie de innovaciones financieras, como los productos de valores respaldados por hipotecas y las obligaciones de deuda garantizadas (CDO).
Existen tres categorías de innovación: institucional, de producto y de proceso. Las innovaciones institucionales están relacionadas con la creación de nuevos tipos de empresas financieras, como empresas especializadas en tarjetas de crédito, empresas de consultoría de inversión y servicios relacionados y bancos directos. La innovación de producto se refiere a nuevos productos como los derivados, la titulización y las hipotecas en divisas. Las innovaciones de proceso se refieren a nuevas formas de hacer negocios financieros, como la banca en línea y la banca telefónica.

## Antecedentes
Las innovaciones financieras surgen como resultado de una compleja interacción entre las necesidades de ahorro y endeudamiento de los hogares, las necesidades de financiación de las empresas, la necesidad de identificar y gestionar los riesgos, los avances de la teoría financiera y la tecnología de la información, los motivos de lucro del sector financiero y, por último, los factores macroeconómicos y normativos. Además, las distintas innovaciones financieras pueden surgir de diferentes maneras según se trate de productos, plataformas o procesos. Se han presentado varias explicaciones de la aparición de la innovación financiera.
La teoría económica tiene mucho que decir sobre qué tipos de valores deben existir y por qué algunos pueden no existir (por qué algunos mercados deben ser "incompletos"), pero poco sobre por qué deben surgir nuevos tipos de valores.
Una interpretación del teorema de Modigliani-Miller es que los impuestos y la regulación son las únicas razones por las que los inversores se preocupan por los tipos de valores que emiten las empresas, ya sean deuda, acciones u otros. El teorema afirma que la estructura del pasivo de una empresa no debería influir en su patrimonio neto (en ausencia de impuestos). Los valores pueden negociarse a precios diferentes según su composición, pero en última instancia deben sumar el mismo valor.
La explicación tradicional de los determinantes de la innovación financiera en economía es el enfoque racionalista, que se encuentra en la Proposición I de la teoría de la irrelevancia de Modigliani y Miller (M&M). Según la Proposición I, el valor de una empresa viene determinado por su potencial para generar beneficios y el riesgo de sus activos subyacentes. La teoría de M&M sigue siendo cierta solo cuando se hacen suposiciones sustanciales sobre las imperfecciones del mercado. Estas imperfecciones incluyen asimetrías de información, selección adversa y problemas de agencia, mercados incompletos, regulación e impuestos y otras fricciones que limitan la capacidad de los participantes en el mercado para maximizar la utilidad y que necesitan innovaciones financieras para reducirse.
Paralelamente al teorema M&M, los trabajos de Markowitz sobre la modelización del riesgo, Eugene Fama sobre los mercados financieros eficientes, William F. Sharpe sobre la cuantificación del valor de un activo y Black, Scholes y Merton sobre el valor del riesgo allanaron el camino para que surgieran las innovaciones financieras. Sin embargo, el concepto de M&M tiene un problema fundamental. La perspectiva dominante en la teoría de M&M se basa en la demanda, lo que pasa por alto que las innovaciones financieras pueden representar un empuje tecnológico, lo que significa que pueden originarse independientemente de las razones de demanda del mercado. Durante mucho tiempo, el argumento push-pull dominó el pensamiento técnico. Los tecnólogos industriales han llegado a la conclusión de que ambos elementos (push y pull) son relevantes. Tras esta conclusión, el énfasis se ha desplazado hacia la comprensión de la confluencia de elementos económicos, políticos, institucionales y tecnológicos que sustentan las innovaciones. La cuestión sigue sin resolverse en la literatura sobre innovación financiera.
Además, debería haber poca demanda de determinados tipos de valores. El modelo de valoración de activos financieros, desarrollado por primera vez por Jack L. Treynor y William F. Sharpe, sugiere que los inversores deben diversificarse totalmente y sus carteras deben ser una mezcla del "mercado" y una inversión sin riesgo. Los inversores con diferentes objetivos de riesgo/rentabilidad pueden utilizar el apalancamiento para aumentar la relación entre la rentabilidad del mercado y la rentabilidad sin riesgo de sus carteras. Sin embargo, Richard Roll argumentó que este modelo era incorrecto, porque los inversores no pueden invertir en todo el mercado. Esto implica que debería haber demanda de instrumentos que abran nuevos tipos de oportunidades de inversión (ya que esto acerca a los inversores a poder comprar todo el mercado), pero no de instrumentos que se limiten a reempaquetar los riesgos existentes (ya que los inversores ya tienen la misma exposición a esos riesgos en su cartera).
Si el mundo existiera como plantea el modelo Arrow-Debreu, no habría necesidad de innovación financiera. El modelo parte de la base de que los inversores pueden adquirir valores que se rentabilizan si y solo si se produce un determinado estado del mundo. Los inversores pueden combinar estos valores para crear carteras con la rentabilidad que deseen. El teorema fundamental de las finanzas establece que el precio de reunir una cartera de este tipo será igual a su valor esperado bajo la medida neutral de riesgo apropiada.